# Mai 1987
Portal Geschichte | Portal Biografien | Aktuelle Ereignisse | Jahreskalender | Tagesartikel

◄ |
19. Jahrhundert |
20. Jahrhundert
| 21. Jahrhundert

◄ |
1950er |
1960er |
1970er |
1980er
| 1990er | 2000er | 2010er | ►

◄ |
1983 |
1984 |
1985 |
1986 |
1987
| 1988 | 1989 | 1990 | 1991 | ►

◄ |
Februar 1987 |
März 1987 |
April 1987 |
Mai 1987 |
Juni 1987 |
Juli 1987 |
August 1987 |
►
Dieser Artikel behandelt aktuelle Nachrichten und Ereignisse im Mai 1987.

## Tagesgeschehen

### Freitag, 1. Mai 1987

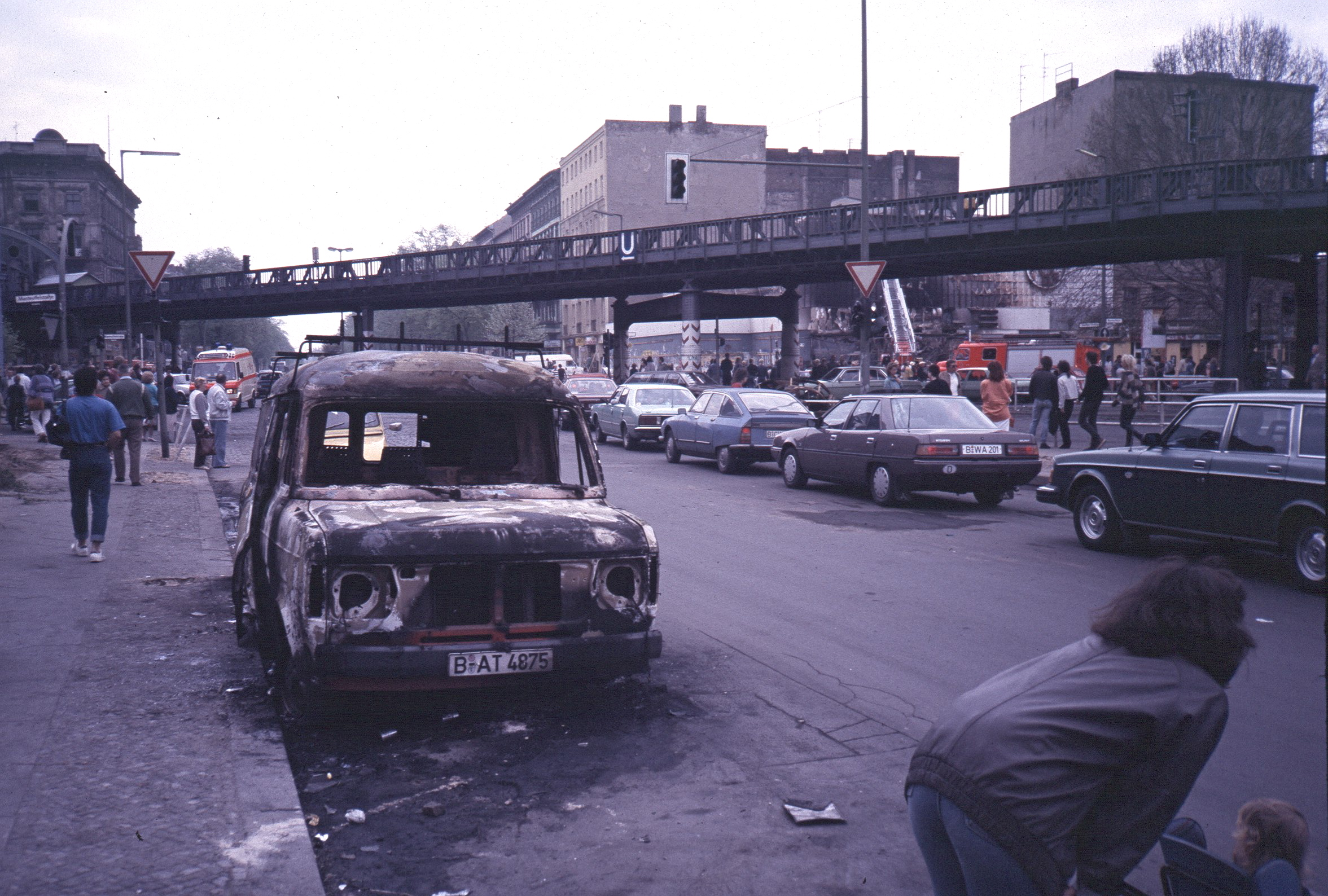
Szene in West-Berlin am 2. Mai 1987

- Berlin/Deutschland: Im Bezirk Kreuzberg durchsucht die Polizei wegen Gefahr im Verzug das Volkszählungsboykott-Büro und löst später ein Straßenfest auf, in dessen Umkreis es zu Sachbeschädigung sowie Angriffen auf Polizeifahrzeuge kam. Es entwickelt sich eine Straßenschlacht zwischen links orientierten Jugendlichen beziehungsweise jungen Erwachsenen und der Polizei. 56 Randalierer werden festgenommen. Die Polizei meldet 245 verletzte Einsatzkräfte.[1]

### Sonntag, 3. Mai 1987
- Wien/Österreich: Schweden wird Eishockey-Weltmeister durch einen 9:0-Sieg gegen Kanada.[2]

### Montag, 4. Mai 1987

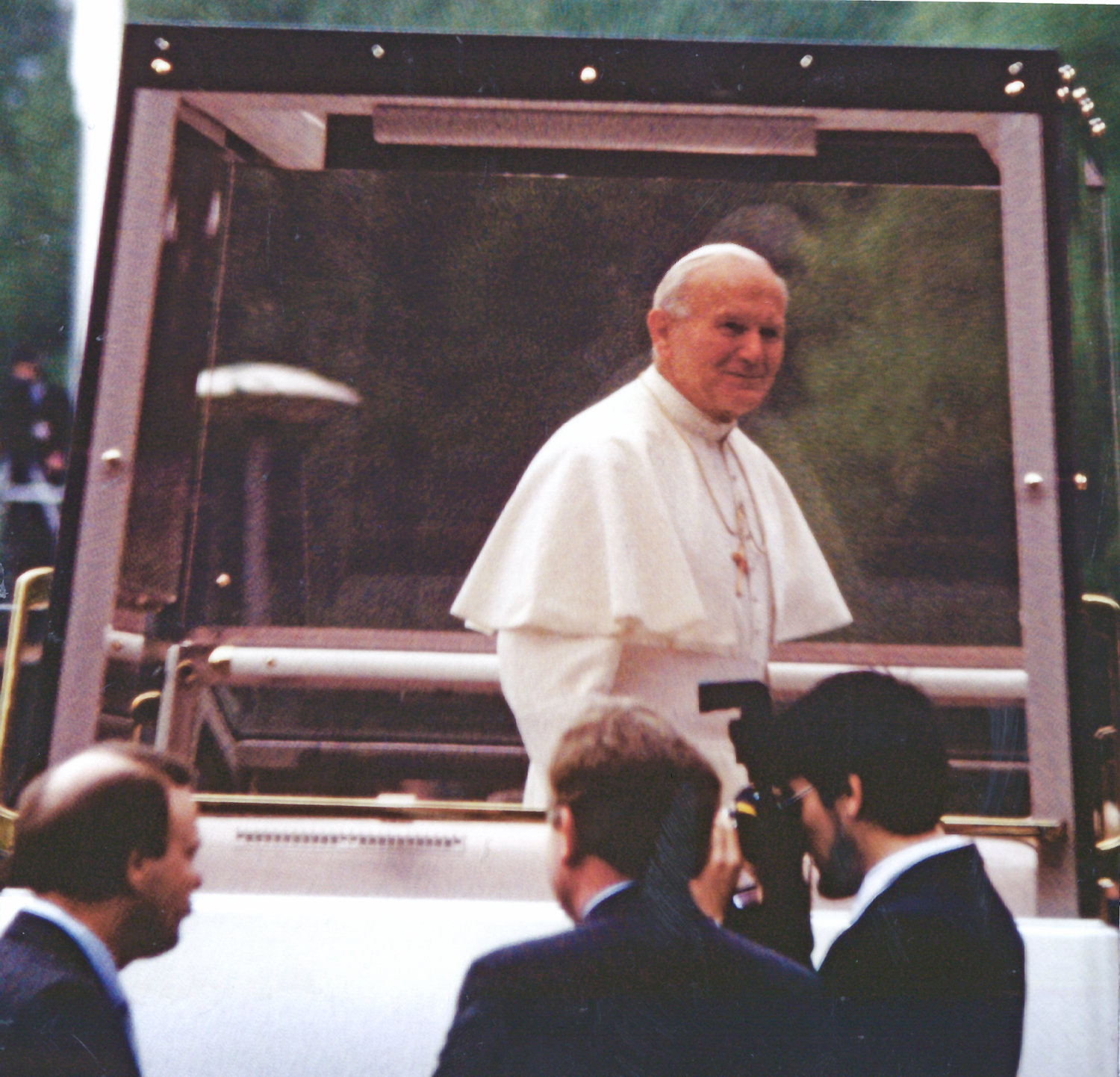
Johannes Paul II. auf Deutschlandreise

- München/Deutschland: Am letzten Tag seiner Rundreise durch die Bundesrepublik spricht Papst Johannes Paul II. den Jesuitenpater Rupert Mayer selig. Der Höhepunkt seiner Visite in Deutschland war eine Heilige Messe mit circa 80.000 Besuchern im Parkstadion Gelsenkirchen, doch der Papst erlebte auch einen Tiefpunkt, als er nur wenige Tausend Interessierte im Grugastadion Essen vorfand.[3]

### Dienstag, 5. Mai 1987
- Amman/Jordanien: König Hussein erklärt erstmals, dass er die Forderung aufgibt, nach der Israel alle besetzten Gebiete räumen muss, darunter die Golanhöhen und Ost-Jerusalem, bevor er im Rahmen des Nahost-Friedensprozesses mit Israel verhandelt. Wegen der arabisch-israelischen Kriege zwischen 1947 und 1982 pflegt außer Ägypten momentan kein arabisches Land Kontakt zu Israel.[4]

### Mittwoch, 6. Mai 1987
- Pretoria/Südafrika: Circa zwei der drei Millionen Wahlberechtigten in der weißen Bevölkerung nehmen an der heutigen Parlamentswahl teil. Im Ergebnis gewinnt die seit 1948 regierende Nasionale Party in der ersten Parlamentskammer (House of Assembly) die absolute Mehrheit.[5]

### Freitag, 8. Mai 1987

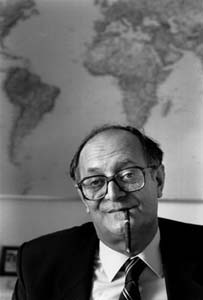
Cornelio Sommaruga

- Genf/Schweiz: Der Schweizer Cornelio Sommaruga übernimmt das Amt des Präsidenten des Internationalen Komitees vom Roten Kreuz von seinem Landsmann Alexandre Hay.[6]

### Samstag, 9. Mai 1987

Logo des Concours' Eurovision de la Chanson

- Brüssel/Belgien: Johnny Logan gewinnt für Irland im Palais de Centennaire im Heyselpark das Finale im 32. Grand Prix Eurovision de la Chanson.[7]
- Warschau/Polen: Ein Flugzeug vom Typ Iljuschin Il-62M der polnischen Fluggesellschaft LOT gerät auf dem Flug von Warschau nach New York nach einem Materialbruch in einer Turbine teilweise in Brand und zerschellt nach Einleitung des Rückflugs circa 6 km östlich des Startflughafens am Erdboden. Alle 183 Insassen kommen ums Leben.[8]

### Sonntag, 10. Mai 1987
- Neapel/Italien: Erstmals seit Beginn der italienischen Fußballmeisterschaft vor 89 Jahren gewinnt ein süditalienischer Verein den Meistertitel. Als Klub des Südens sieht sich der neue Titelträger SSC Neapel, mit dem argentinischen Spielmacher Diego Maradona, traditionell als Underdog im „Kampf“ gegen die Übermacht aus Nord- und Mittelitalien.[9]

### Mittwoch, 13. Mai 1987
- Athen/Griechenland: Ajax Amsterdam gewinnt den Fußball-Europapokal der Pokalsieger durch einen 1:0-Finalsieg gegen den 1. FC Lokomotive Leipzig.[10]

### Freitag, 15. Mai 1987
- Belgrad/Jugoslawien: Lazar Mojsov vom Bund der Kommunisten löst seinen Parteikollegen Sinan Hasani als Vorsitzender des Präsidiums der SFR Jugoslawien ab und wird neues Staatsoberhaupt der Republik.[11]
- Bonn/Deutschland: Der Ministerpräsident von Hessen Walter Wallmann (CDU) ersetzt Holger Börner (SPD) als Präsident des Bundesrates. Seit der hessischen Landtagswahl am 5. April stand dieser Wechsel fest.[12]

### Sonntag, 17. Mai 1987

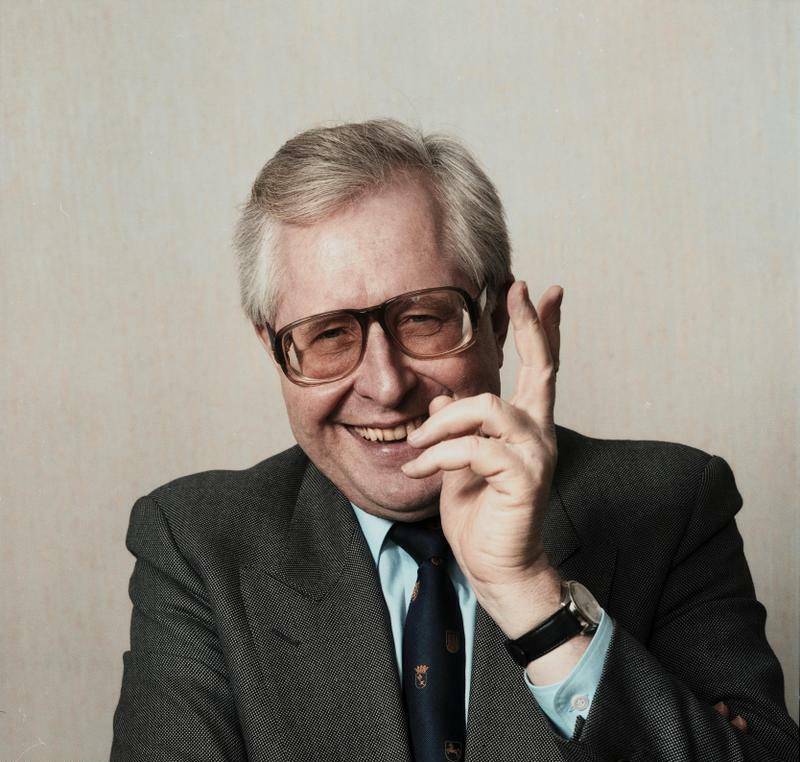
Bernhard Vogel

- Hamburg/Deutschland: Bei der Bürgerschaftswahl löst die SPD mit dem Ersten Bürgermeister Klaus von Dohnanyi als Spitzenkandidat die CDU als stärkste Kraft ab. Die Wahl ist notwendig, nachdem sich im Anschluss an die Wahl 1986 keine Regierungskoalition bilden konnte. Im Unterschied zu damals überspringt nun die FDP zum ersten Mal seit 1978 die Fünf-Prozent-Hürde und steht für eine sozialliberale Koalition zur Verfügung. Die Grün-Alternative Liste bleibt in der Bürgerschaft und ist mit 7,0 % der Wählerstimmen drittstärkste Kraft.[13]
- Mainz/Deutschland: Bei der Landtagswahl in Rheinland-Pfalz gelingt es der CDU nicht, die seit 1971 bestehende Alleinregierung zu verteidigen. Auf die Partei von Ministerpräsident Bernhard Vogel entfallen 45,1 %, auf die SPD mit Spitzenkandidat Rudolf Scharping nach starken Zugewinnen 38,8 %, auf die FDP 7,3 % und auf die Grünen 5,9 %. Damit vergrößert sich der Landtag um zwei auf vier Fraktionen.[14]

### Dienstag, 19. Mai 1987
- Cannes/Frankreich: Der Film Die Sonne Satans des französischen Regisseurs Maurice Pialat wird bei den 40. Internationalen Filmfestspielen mit der Palme d’or ausgezeichnet.[15]
- München/Deutschland: Die bayerische CSU-Landesregierung klassifiziert die Krankheit AIDS als Seuche und beschließt Zwangsmaßnahmen gegen „Ansteckungsverdächtige“, die statistisch ein erhöhtes Risiko haben, sich mit HI-Viren zu infizieren. Das betrifft vorrangig Homosexuelle, Prostituierte und Konsumenten von Heroin oder Crack. Diese müssen sich verbindlich auf HI-Viren testen lassen und können bei Nichterscheinen von der Polizei aufgesucht werden.[16]

### Mittwoch, 20. Mai 1987
- Dundee/Vereinigtes Königreich: Die IFK Göteborg gewinnt den Fußball-UEFA-Cup nach einem 1:1 im Final-Rückspiel gegen  Dundee United, nachdem das Hinspiel mit einem 1:0-Sieg der Schweden endete.[17]

### Freitag, 22. Mai 1987
- Vaduz/Liechtenstein: Die Zeitung Liechtensteiner Volksblatt meldet, dass die Todesstrafe im Fürstentum abgeschafft wird. Seit mehr als 200 Jahren wurde sie nicht mehr vollstreckt.[18]

### Samstag, 23. Mai 1987
- Cottbus/Deutschland: Der Titelverteidiger Berliner FC Dynamo wird vorzeitig Meister der Fußball-Oberliga der DDR 1987. Es ist der neunte nationale Meistertitel in Serie für den Verein.[19]

### Montag, 25. Mai 1987

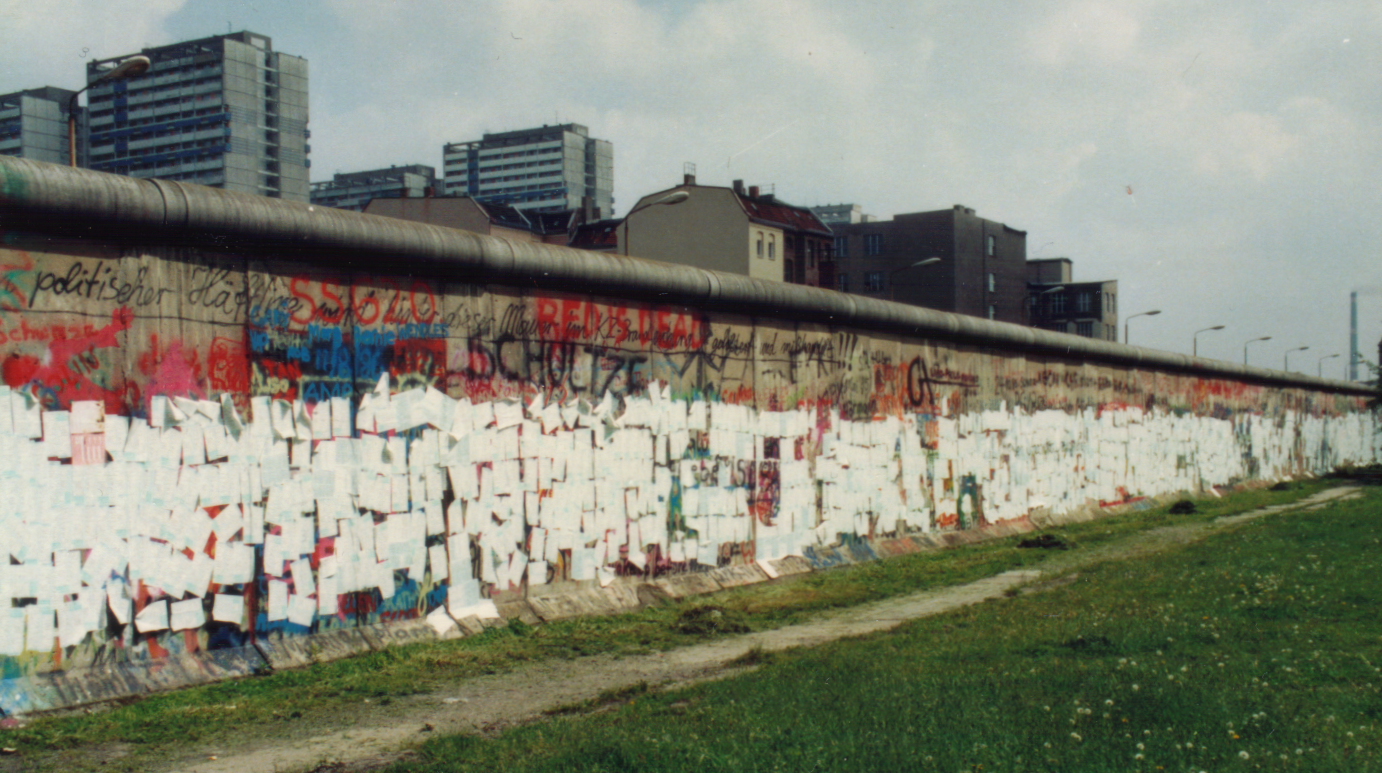
Tausende Bögen der Volkszählung landen aus Protest an der Westseite der Mauer in Berlin

- Bonn/Deutschland: In der Bundesrepublik beginnt die jahrelang diskutierte, von der Bundesregierung öffentlich beworbene und vom Bundesverfassungsgericht als unbedenklich eingestufte Volkszählung. Wegen der Bürgerproteste gegen die Startbahn West am Flughafen Frankfurt/Main, den NATO-Doppelbeschluss, die Räumung der Hafenstraße in Hamburg, das Kernkraftwerk Brokdorf und weiterer Ereignisse gibt es erheblichen Widerstand gegen die staatliche Erfassung von Daten, welche die Privatsphäre berühren.[20]

### Mittwoch, 27. Mai 1987
- Wien/Österreich: Der FC Porto gewinnt den Fußball-Europapokal der Landesmeister durch einen 2:1-Finalsieg gegen den FC Bayern München.[21]

### Donnerstag, 28. Mai 1987

Flugroute der individuellen Friedensaktion von Mathias Rust

- Aachen/Deutschland: Der Karlspreis wird an den 1923 im Deutschen Reich geborenen ehemaligen Außenminister der Vereinigten Staaten Henry Kissinger übergeben für sein Wirken „für Frieden und Verständigung“ und sein „Drängen“ auf eine „ausgewogene Partnerschaft“ zwischen den USA und den zur westlichen Welt zählenden europäischen Staaten.[22]
- Moskau/Sowjetunion: Der 18-jährige deutsche Privatpilot Mathias Rust überquert in einem angemieteten Flugzeug vom Typ Cessna 172 unbemerkt von der Flugabwehr der Roten Armee die Grenze zur Sowjetunion und landet später am Tag auf der Großen Moskwa-Brücke östlich des Kremls in Moskau. Rust lässt sein Flugzeug bis vor die Basilius-Kathedrale ausrollen und erklärt den herbeigeeilten Mitarbeitern des Geheimdienstes KGB, dieser Flug sei ein Aufruf zum „Frieden zwischen Nachbarn“, d. h. Deutschen und Russen. Der KGB nimmt Rust in Gewahrsam.[23]

### Sonntag, 31. Mai 1987
- Edmonton/Kanada: Der Stanley Cup der nordamerikanischen Eishockey-Profiliga NHL geht in diesem Jahr an die Edmonton Oilers, die das siebte und entscheidende Spiel der Finalserie gegen die Philadelphia Flyers mit 3:1 für sich entscheiden.[24]